# Josef Shiloach

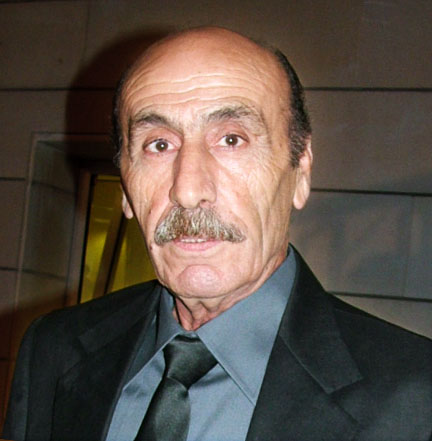
Josef Shiloach

Josef Shiloach (hebräisch יוסף שילוח‎; * 9. Juli 1941 im iranischen Kurdistan; † 3. Januar 2011 in Tel Aviv-Jaffa) war ein israelischer Schauspieler.

## Leben
Shiloach kam 1950 nach Israel. Nach Besuch der Schauspielschule Beit Zvi spielte er seine erste Filmrolle 1964 in Mishpachat simchon; er war dann in zahlreichen Klassikern des israelischen Kinos, z. B. Hagiga b'snuker, Eis am Stiel und später auch in internationalen Produktionen wie Rambo III, Die Mumie lebt oder Nicht ohne meine Tochter zu sehen. Auch im Fernsehen war er häufiger Gast. Neben seiner Spezialität – komischen Rollen mit starkem persischen Akzent – wurde er auch in dramatischen Rollen besetzt.
2009 erhielt er den Preis für sein Lebenswerk beim Jerusalem Film Festival.

## Filmografie (Auswahl)
- 1968: Kommando Sinai (Ha-Matarah Tiran)
- 1970: Höllenkommando (Ha-Pritza Hagdola)
- 1970: In der Glut des Mittags (Tamar Eshet Er)
- 1970: Schlaf gut, Wachtmeister! (Ha-Shoter Azulai)
- 1971: Carlos
- 1972: Küsse, Kätzchen und Kamele (Katz V'Carasso)
- 1972: Ani Ohev Otach Rosa
- 1973: Das Haus in der dritten Straße (Ha-Bayit Berechov Chelouche)
- 1974: The Story of Jacob and Joseph
- 1974: Moses (Mosè) (Fernseh-Miniserie)
- 1975: Unternehmen Rosebud (Rosebud)
- 1975: Der Diamanten-Clou (Diamonds)
- 1976: Jesus von Nazareth (The Passover Plot)
- 1979: Jesus (Jesus)
- 1982: Das blaue Paradies (Paradise)
- 1982: Eis am Stiel 4 – Hasenjagd (Sapiches)
- 1983: Eis am Stiel IV – Hasenjagd 2 (Sababa)
- 1983: Sahara
- 1985: Eis am Stiel 6 – Ferienliebe (Harimu OgenO)
- 1986: Der stählerne Adler (Iron Eagle)
- 1988: Rambo III
- 1991: Nicht ohne meine Tochter (Not Without My Daughter)
- 1994: Chain of Command
- 1996: Nashim
- 2005: Yamim Shel Ahava